# Interakció-tervezés
Az interakció-tervezés, amelyet gyakran IxD-nek is rövidítenek, „interaktív digitális termékek, környezetek, rendszerek és szolgáltatások tervezésének gyakorlata”. }Míg az interakció-tervezés a forma iránt érdeklődik (hasonlóan más tervezési területekhez), fő fókusza a viselkedésen nyugszik. Az interakció-tervezés nem a dolgok jelenlegi állapotának elemzésére összpontosít, hanem szintetizálja és olyannak képzeli el a dolgokat, amilyenek lehetnek. Az interakció-tervezés ezen eleme az, ami az IxD-t tervezési területként jellemzi, szemben a tudománnyal vagy a mérnöki területtel.
Az interakció-tervezés számos területről kölcsönöz, mint például a pszichológia, az ember-számítógép interakció, az információs architektúra és a felhasználói kutatás, hogy olyan terveket hozzon létre, amelyek igazodnak a felhasználók igényeihez és preferenciáihoz. Ez magában foglalja a termék felhasználási környezetének megértését, a felhasználói célok és viselkedések azonosítását, valamint olyan tervezési megoldások kidolgozását, amelyek kielégítik a felhasználói igényeket és elvárásokat.
Míg az olyan tudományágak, mint a szoftverfejlesztés, nagy hangsúlyt fektetnek a műszakilag érdekelt felek igényeire, az interakció-tervezés a felhasználók igényeinek kielégítésére és a felhasználói élmény optimalizálására összpontosít, miközben figyelembe veszi a vonatkozó műszaki vagy üzleti korlátokat.

## Történelem
Az interakció-tervezés kifejezést Bill Moggridge és Bill Verplank alkotta meg az 1980-as évek közepén, de tíz évbe telt, mire a koncepció elterjedt. Verplank szerint ez a számítógépes felhasználói felület tervezésének adaptációja volt az ipari formatervezési szakmára. Moggridge számára ez előrelépés volt a soft-face-hez képest, amelyet 1984-ben alkotott meg, hogy az ipari formatervezés szoftverrel ellátott termékekre történő alkalmazására utaljon.
Az interaktív technológiák tervezésének legkorábbi programjai közé tartozott a Visible Language Workshop, amelyet Muriel Cooper indított el 1975-ben az MIT-n, valamint az Interactive Telecommunications Program, amelyet 1979-ben alapított Martin Elton a New York-i Egyetemen, melyet később Red Burns vezette.
Az első akadémiai programot hivatalosan "Interaction Design" néven hozták létre 1994-ben a Carnegie Mellon Egyetemen, az interakció-tervezési mesterszak formájában. Kezdetben a program főként a képernyőfelületekre összpontosított, majd nagyobb hangsúlyt fektetett az interakció „nagy képére” – az emberekre, szervezetekre, kultúrára, szolgáltatásokra és rendszerekre.
1990-ben Gillian Crampton Smith megalapította a londoni Royal College of Art (RCA) Computer-Related Design MA szakát, amelyet 2005-ben Design Interactions névre kereszteltek, Anthony Dunne vezetésével, és Crampton Smith közreműködésével 2001-ben megalakult az Interaction Design Institute Ivrea (IDII), egy Észak-Olaszországban, Olivetti szülővárosában létrehozott, interakciótervezésre specializálódott intézet. 2007-ben, miután az IDII a finanszírozás hiánya miatt bezárt, az IDII-vel eredetileg érintett személyek egy része megalapította Dániában a Copenhagen Institute of Interaction Design (CIID) intézményt. Ivrea után Crampton Smith és Philip Tabor hozzáadta az Interaction Design (IxD) szakirányt a Velencei Egyetem Vizuális és Multimédiás Kommunikáció programjához.
1998-ban a Svéd Stratégiai Kutatási Alapítvány létrehozta a The Interactive Institute nevű kutatóintézetet, amely az interakciótervezés területére specializálódott Svédországban.

## Módszertanok

### Célorientált tervezés
A célorientált tervezés (vagy célirányos tervezés) "egy termék vagy szolgáltatás felhasználóinak szükségleteire és vágyaira összpontosít."
Alan Cooper a The Inmates Are Running the Asylum című művében azt állítja, hogy új megközelítésre van szükség az interaktív, szoftveralapú problémák megoldásához.:1 A számítógépes felületek tervezésével kapcsolatos problémák alapvetően eltérnek azoktól, amelyek nem tartalmaznak szoftvert (például egy kalapács esetében). Cooper bevezeti a kognitív súrlódás fogalmát, amikor egy felület bonyolult, nehezen használható, következetlenül és kiszámíthatatlanul viselkedik, valamint különböző módokkal rendelkezik.{
Alternatív megoldásként az interfészek úgy is kialakíthatók, hogy elsősorban a szolgáltató/termékszolgáltató igényeit szolgálják ki. Ez a megközelítés azonban előfordulhat, hogy nem felel meg megfelelően a felhasználói igényeknek.

### Használhatóság
A használhatóság arra a kérdésre ad választ, hogy „használhatja-e valaki ezt a felületet?”. Jakob Nielsen a használhatóságot minőségi attribútumként írja le, amely azt határozza meg, mennyire könnyen használható egy interfész. Shneiderman „Az interfésztervezés nyolc aranyszabálya” néven ismert alapelveket javasol a használhatóbb interfészek tervezéséhez. Ezek a szabályok jól ismert heurisztikai módszerekként szolgálnak a használható rendszerek létrehozásában.

### Personák
A personák olyan archetípusok, amelyek a felhasználók különböző céljait és megfigyelt viselkedési mintázatait írják le.
A persona úgy foglalja össze a kritikus viselkedési adatokat, hogy a tervezők és az érdekelt felek megérthessék, könnyen felidézhessék és kapcsolódhassanak hozzájuk. A personák történetmesélést alkalmaznak, hogy bevonják a felhasználók szociális és érzelmi szempontjait, ami segít a tervezőknek vizualizálni a termék optimális működését, illetve megérteni, hogy az ajánlott tervezési megoldás miért lehet sikeres.

### Kognitív dimenziók
A kognitív dimenziók keretrendszere  egy szókincset biztosít a tervezési megoldások értékeléséhez és módosításához. A kognitív dimenziók egy rugalmas keretet biztosítanak a tervezési minőség áttekintő elemzéséhez, nem pedig egy alapos, részletekbe menő értékelést nyújtanak. Közös szókészletet nyújtanak a jelölések, a felhasználói felület vagy a programozási nyelv tervezésének megvitatásához.
A dimenziók magas szintű leírást adnak az interfészről és arról, hogy a felhasználó hogyan lép vele interakcióba. Például ide tartozik a következetesség, a hibalehetőség, a mentális terhelés, a viszkozitás és az idő előtti elköteleződés . Ezek a koncepciók segítik új tervek létrehozását a meglévőkből, olyan tervezési műveleteken keresztül, amelyek egy adott dimenzión belül módosíthatják a dizájnt.

### Affektív interakció-tervezés
A tervezőknek tisztában kell lenniük azokkal az elemekkel, amelyek befolyásolják a felhasználók érzelmi reakcióit. Például a termékeknek pozitív érzelmeket kell kiváltaniuk, miközben kerülniük kell a negatív hatásokat. További fontos szempontok a motiváció, a tanulás, a kreativitás, a szociális kapcsolatok és a meggyőző erő. Az egyik módszer, amely segíthet ezen szempontok közvetítésében, a dinamikus ikonok, animációk és hangok használata, amelyek elősegítik a kommunikációt és az interaktivitás érzetét keltik. Az interfész különböző aspektusai, például a betűtípusok, a színpaletták és a grafikus elrendezések, szintén befolyásolhatják a felhasználói elfogadást. Tanulmányok kimutatták, hogy az affektív szempontok jelentősen befolyásolhatják a használhatóság megítélését.
Léteznek olyan érzelem- és örömelméletek, amelyek az interfészekkel való interakciók magyarázatára szolgálnak. Ide tartozik Don Norman érzelmi tervezési modellje, Patrick Jordan örömmodellje, valamint McCarthy és Wright Technology as Experience keretrendszere.

## Öt dimenzió
Az interakció-tervezés dimenzióinak fogalmát Moggridge Designing Interactions című könyve vezette be. Crampton Smith szerint az interakciótervezés négy meglévő tervezési nyelvre épül: az egy-, két-, három- és négydimenziós (1D, 2D, 3D, 4D) formákra. Kevin Silver később egy ötödik dimenziót javasolt, a viselkedést.

### Szavak
Ez a dimenzió határozza meg az interakciók alapját: a szavak jelentik azokat az elemeket, amelyekkel a felhasználók kapcsolatba lépnek.

### Vizuális reprezentációk
A vizuális reprezentációk a felület azon elemei, amelyeket a felhasználó érzékel; ezek közé tartoznak többek között a tipográfiai elemek, diagramok, ikonok és más grafikai megjelenítések.

### Fizikai tárgyak vagy tér
Ez a dimenzió írja le azokat az objektumokat vagy tereket, amelyekkel, illetve amelyekben a felhasználók interakcióba lépnek.

### Idő
Az az időtartam, amely alatt a felhasználó interakcióba lép a felülettel. Ilyen például az „idővel változó tartalom, mint a hang, videó vagy animáció”.

### Viselkedés
A viselkedés határozza meg, hogy a felhasználók hogyan reagálnak a felületre. A felhasználók eltérően reagálhatnak felület különböző elemeire.

## Interaction Design Association
Az Interaction Design Association 2003-ban alakult meg a szakmai közösség támogatására. A szervezetnek több mint 80 000 tagja és több mint 173 helyi csoportja van. Az IxDA szervezi az Interaction nevű éves interakciótervezési konferenciát, valamint az ezzel együtt megrendezett Interaction Awards díjátadót.

## Kapcsolódó tudományágak
Ipari formatervezés
Az ipari formatervezés alapelvei átfedést mutatnak az interakció-tervezés alapelveivel. Az ipari formatervezők a fizikai forma, a szín, az esztétika, az emberi érzékelés és vágy, valamint a használhatóság terén szerzett tudásukat alkalmazzák, hogy a tárgyakat összhangba hozzák a használó személlyel.
Emberi tényezők és ergonómia
Az ergonómia bizonyos alapelvei alapvető szerepet játszanak az interakció-tervezést. Ezek közé tartozik az antropometria, a biomechanika, a kineziológia, a fiziológia és a pszichológia , mivel ezek az emberi viselkedés és az épített környezet kapcsolatát vizsgálják.
Kognitív pszichológia
A kognitív pszichológia bizonyos alapelvei alapvető szerepet játszanak az interakció-tervezésben. Ide tartoznak a mentális modellek, a leképezés, az interfész-metaforák és az affordanciák . Ezek közül sokat Donald Norman a The Design of Everyday Things című nagy hatású könyvében fektetett le.
Ember-számítógép interakció
Az ember-számítógép interakció (HCI) tudományos kutatása magában foglalja az interfészekkel való interakció használhatóságának elemzésére és tesztelésére szolgáló módszereket, például a kognitív dimenziókat és a kognitív áttekintést.
Tervezési kutatás
Az interakció-tervezők általában a felhasználói kutatás iteratív ciklusait alkalmazzák a tervezési folyamat során. A felhasználói kutatást a végfelhasználók igényeinek, motivációinak és viselkedésének feltárására használják. A tervezés során a felhasználói célokra és tapasztalatokra helyezik a hangsúlyt, és a terveket a használhatóság és az érzelmi hatás szempontjából értékelik.
Építészet
Ahogy az interakció-tervezők egyre gyakrabban foglalkoznak a mindenütt jelenlévő számítástechnikával, a városi informatikával és avárosi számítástechnikával, az építészek kontextusteremtési, térbeli elhelyezési és formáló képessége kulcsfontosságú kapcsolódási ponttá válik a különböző tudományágak között.
Felhasználói felület kialakítása
A felhasználói felület tervezéséhez és az élménytervezéshez hasonlóan az interakció-tervezés is gyakran kapcsolódik a rendszerfelületek kialakításához különféle médiában. Azonban elsősorban az interfész azon szempontjaira összpontosít, amelyek meghatározzák és bemutatják annak viselkedését az idő múlásával. Célja a rendszer fejlesztése, amely képes reagálni a felhasználói élményre - nem pedig fordítva.

## Fordítás
Ez a szócikk részben vagy egészben  az   Interaction design című angol Wikipédia-szócikk ezen változatának fordításán alapul.  Az eredeti cikk szerkesztőit annak laptörténete sorolja fel. Ez a jelzés csupán a megfogalmazás eredetét és a szerzői jogokat jelzi, nem szolgál a cikkben szereplő információk forrásmegjelöléseként.

## További olvasnivalók
- Bolter, Jay D.. Windows and Mirrors: Interaction Design, Digital Art, and the Myth of Transparency. Cambridge, Massachusetts: MIT Press (2008). ISBN 978-0-262-02545-4
- Buchenau, Marion. Experience Prototyping. DIS 2000. ISBN 1-58113-219-0
- Buxton, Bill. Sketching the User Experience. New Riders Press (2005). ISBN 0-321-34475-8
- Cooper, Alan. The Inmates are Running the Asylum. Sams (1999). ISBN 0672316498
- Cooper, Alan. About Face, 4th, Wiley (2014). ISBN 9781118766576
- Dawes, Brendan. Analog In, Digital Out. Berkeley, California: New Riders Press (2007)
- Goodwin, Kim. Designing for the Digital Age: How to Create Human-Centered Products and Services. Wiley (2009). ISBN 978-0-470-22910-1
- Houde, Stephanie.szerk.: Helander: What Do Prototypes Prototype?, Handbook of Human–Computer Interaction, 2nd, Elsevier Science (1997)
- Jones, Matt & Gary Marsden: Mobile Interaction Design, John Wiley & Sons, 2006, ISBN 0-470-09089-8.
- Kolko, Jon. Thoughts on Interaction Design. Morgan Kaufmann (2009). ISBN 978-0-12-378624-1
- Laurel, Brenda. Design Research: Methods and Perspectives. MIT Press (2003). ISBN 0-262-12263-4
- (2008) „Interaction Design and Experiential Factors: A Novel Case Study on Digital Pen and Paper”., New York: ACM.
- Norman, Donald. The Design of Everyday Things. New York: Basic Books (1988). ISBN 978-0-465-06710-7
- Raskin, Jef. The Humane Interface. ACM Press (2000). ISBN 0-201-37937-6
- Saffer, Dan. Designing for Interaction. New Riders Press (2006). ISBN 0-321-43206-1